# Globovula
Globovula is een geslacht van weekdieren uit de klasse van de Gastropoda (slakken).

## Soorten
- Globovula cavanaghi (Iredale, 1931)
- Globovula sphaera Cate, 1973